# Reuben Appleton
Reuben Appleton, född 25 april 1968, är en friidrottare från Antigua och Barbuda. Han deltog vid olympiska sommarspelen 1992.